# 라그랑주 다항식
수치해석에서 라그랑주 다항식은 라그랑주 형식에서 데이터 포인트의 주어진 집합으로부터 다항식을 보간하는 방법으로, 조제프루이 라그랑주의 이름에서 왔다. 이것은 1779년 에드워드 웨어링에 의해 처음으로 발견되었고, 1783년에 레온하르트 오일러에 의해 마지막으로 재발견되었다.

이 그림은 네개의 점((−9, 5), (−4, 2), (−1, −2), (7, 9))에 대하여 (입방체의) 보간 다항식 L(x) (검정)을 보여준다. 이것은 크기가 변형된 기초 다항식 (y_{0}L_{0}(x), y_{1}L_{1}(x), y_{2}L_{2}(x) 그리고 y_{3}L_{3}(x))의 합이다. 보간 다항식은 4개의 모든 컨트롤 포인트를 지나고, 각각 크기가 변형된 기초 다항식은 그것들 각각의 컨트롤 포인트를 지나고 x가 다른 세개의 컨트롤 포인트에 부합되는 곳에서 0이다.

## 정의
k + 1 데이터 포인트의 주어진 집합
{\displaystyle (x_{0},y_{0}),\ldots ,(x_{j},y_{j}),\ldots ,(x_{k},y_{k})}
여기서 xj는 두 개의 같은 값이 존재하지 않고, 라그랑주 형식의 보간 다항식은 선형 결합
{\displaystyle L(x):=\sum _{j=0}^{k}y_{j}\ell _{j}(x)}
이다. 이것의 라그랑주 기초 다항식은 다음과 같다.
{\displaystyle \ell _{j}(x):=\prod _{f=0,\,f\neq j}^{k}{\frac {x-x_{f}}{x_{j}-x_{f}}}={\frac {(x-x_{0})}{(x_{j}-x_{0})}}\cdots {\frac {(x-x_{j-1})}{(x_{j}-x_{j-1})}}{\frac {(x-x_{j+1})}{(x_{j}-x_{j+1})}}\cdots {\frac {(x-x_{k})}{(x_{j}-x_{k})}}.}
{\displaystyle x_{i}}는 두 개의 같은 값이 존재하지 않기 때문에(그리고 존재할 수도 없다, 그렇지 않으면 데이터 집합의 의미가 모순된다), {\displaystyle x_{j}-x_{f}\neq 0}.이 표현이 잘 정의 된다.

## 증명
L(x)가 적절히 데이터를 보간 하기 위하여,
우리가 관찰하는 함수는 각 데이터 포인트 j에 해당하는 k 보다 적거나 같은 차수의 다항식 L(x)이어야 한다.
{\displaystyle L(x_{j})=y_{j}\qquad j=0,\ldots ,k}
만약 이 문항이 모든 j를 쥐고 있다면, 우리는 그 다항식이 보간 문제의 솔루션이라 말한다.
증명:
1. 곱에서 k 항을 포함하고 있고 각 항마다 x 하나를 포함하고 있는 {\displaystyle \ell _{j}(x)}에서, L(x)(이것은 k차 다항식의 합이다.)는 k차 다항식이어야 한다.
2. {\displaystyle \ell _{j}(x_{i})=\prod _{f=0,\,f\neq j}^{k}{\frac {x_{i}-x_{f}}{x_{j}-x_{f}}}}

이 곱셈을 확장한다면 무엇이 일어날지를 보라. 곱이 {\displaystyle f=j}을 스킵하기 때문에, 만약 {\displaystyle i=j}라면 모든 항이 {\displaystyle {\frac {x_{j}-x_{f}}{x_{j}-x_{f}}}=1} 이다({\displaystyle x_{j}=x_{f}}인 경우는 제외한다).

## 사용예

### 예1

탄젠트 함수와 그것의 보간

값이 잘 알려진 주어진 집합 ƒ(x) = tan(x)를 이용하여 보간 수식을 찾아라:
{\displaystyle {\begin{aligned}x_{0}&=-1.5&&&&&f(x_{0})&=-14.1014\\x_{1}&=-0.75&&&&&f(x_{1})&=-0.931596\\x_{2}&=0&&&&&f(x_{2})&=0\\x_{3}&=0.75&&&&&f(x_{3})&=0.931596\\x_{4}&=1.5&&&&&f(x_{4})&=14.1014\end{aligned}}}
기초 다항식:
{\displaystyle \ell _{0}(x)={x-x_{1} \over x_{0}-x_{1}}\cdot {x-x_{2} \over x_{0}-x_{2}}\cdot {x-x_{3} \over x_{0}-x_{3}}\cdot {x-x_{4} \over x_{0}-x_{4}}={1 \over 243}x(2x-3)(4x-3)(4x+3)}
{\displaystyle \ell _{1}(x)={x-x_{0} \over x_{1}-x_{0}}\cdot {x-x_{2} \over x_{1}-x_{2}}\cdot {x-x_{3} \over x_{1}-x_{3}}\cdot {x-x_{4} \over x_{1}-x_{4}}={}-{8 \over 243}x(2x-3)(2x+3)(4x-3)}
{\displaystyle \ell _{2}(x)={x-x_{0} \over x_{2}-x_{0}}\cdot {x-x_{1} \over x_{2}-x_{1}}\cdot {x-x_{3} \over x_{2}-x_{3}}\cdot {x-x_{4} \over x_{2}-x_{4}}={3 \over 243}(2x+3)(4x+3)(4x-3)(2x-3)}
{\displaystyle \ell _{3}(x)={x-x_{0} \over x_{3}-x_{0}}\cdot {x-x_{1} \over x_{3}-x_{1}}\cdot {x-x_{2} \over x_{3}-x_{2}}\cdot {x-x_{4} \over x_{3}-x_{4}}=-{8 \over 243}x(2x-3)(2x+3)(4x+3)}
{\displaystyle \ell _{4}(x)={x-x_{0} \over x_{4}-x_{0}}\cdot {x-x_{1} \over x_{4}-x_{1}}\cdot {x-x_{2} \over x_{4}-x_{2}}\cdot {x-x_{3} \over x_{4}-x_{3}}={1 \over 243}x(2x+3)(4x-3)(4x+3)}
결론, 보간된 다항식
{\displaystyle {\begin{aligned}L(x)&={1 \over 243}{\Big (}f(x_{0})x(2x-3)(4x-3)(4x+3)\\&{}\qquad {}-8f(x_{1})x(2x-3)(2x+3)(4x-3)\\&{}\qquad {}+3f(x_{2})(2x+3)(4x+3)(4x-3)(2x-3)\\&{}\qquad {}-8f(x_{3})x(2x-3)(2x+3)(4x+3)\\&{}\qquad {}+f(x_{4})x(2x+3)(4x-3)(4x+3){\Big )}\\&=4.834848x^{3}-1.477474x\end{aligned}}}

## 같이 보기
- 에르미트 보간법